# Guerra gótica (248-253)
La Guerra gótica se llevó a cabo entre los años 248 y 249, así como en el año 253. Con esta denominación se conoce a una serie de batallas y saqueos efectuados por los godos y sus aliados sobre el Imperio Romano, específicamente en los Balcanes. Con el cese del pago de los tributos que efectuaba anteriormente el emperador romano Filipo el Árabe (r. 244-249) a las tribus de más allá del Danubio, los godos y sus aliados, liderados por el rey Ostrogotha y sus subcomandantes Argedo y Gunderico, se dirigieron hacia la frontera romana e iniciaron una serie de ataques, que incluyeron la ciudad fortificada de Marcianópolis (hoy Devnya) en Tracia. Luego de estas acciones los godos se retiraron con un botín de guerra.
En 250, continuaron con las invasiones, los carpos atacaron Dacia, mientras que el rey godo Cniva al mando de diversos grupos de godos y otros pueblos aliados, venció a los romanos en dos batallas importantes, en una de las cuales incluso consiguió matar al emperador Decio (r. 249-251) y a su coemperador Herenio Etrusco. El sucesor imperial Treboniano Galo (r. 251-253) se comprometió con pagar un tributo anual si los invasores se marchaban, sin embargo no cumplió su promesa, lo cual provocó nuevos ataques en 253, aunque para este momento el gobernador y futuro emperador Emiliano (r. 253) consiguió detenerlos.

## Antecedentes

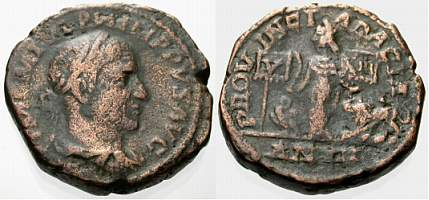
Sestercio de Filipo el Árabe

Se distinguen dos factores que contribuyeron con el creciente descontento de la población que habitaba el norte del Danubio durante el siglo iii, que culminaron con el estallido de la guerra gótica: El primero y más importante fue que desde el tiempo de Alejandro Severo (r. 222-235), existían continuos traslados de nuevos pueblos, próximos a la frontera danubiana. En esa época se relata que las ciudades de Olbia y Tiras, antiguas colonias griegas en la actual Ucrania, fueron destruidas por guerreros de un nuevo y poderoso pueblo que asolaba esa región. Posteriormente, en la primavera de 238, grupos de guerreros de este mismo pueblo, genéricamente mencionados como escitas, atravesaron las tierras de los carpos, dacios, e invadieron Mesia inferior, donde capturaron y saquearon la ciudad de Istro.
El segundo factor fue la actuación del emperador Filipo el Árabe (r. 244-249), que envanecido con sus éxitos políticos, específicamente en relación con el Imperio sasánida de Sapor I (r. 240, 242-272), decidió revisar la situación de las tribus germánicas y resolvió dejar de pagar los tributos anuales establecidos en 238 por Maximino el Tracio (r. 235-238), concedidos con el propósito de apaciguar a las agresivas tribus de la región. Asimismo, canceló todos los demás acuerdos pactados anteriormente.

## Invasiones de Ostrogotha

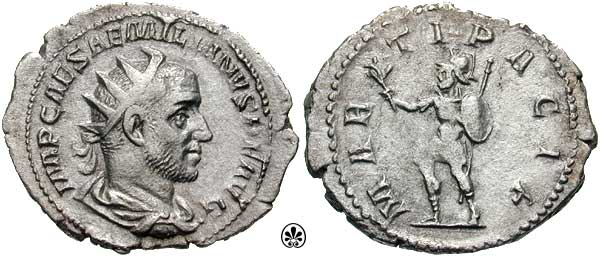
Antoniniano de Pacatiano

De acuerdo con De origine actibusque Getarum del historiador romano Jordanes, como consecuencia de suspender el pago de tributos a finales de 248, Ostrogotha, rey de los ostrogodos y visigodos, cruzó el Danubio con un ejército conformado por godos y tribus aliadas germano-sármatas (taifalos, bastarnos, asdingos y carpos), que según los cálculos del autor, ascendían a 300 000 hombres, y lideró una invasión a Mesia y Tracia. Paralelamente, Pacatiano (r. 248) fue nombrado emperador por sus propias tropas acantonadas cerca del Danubio. Jordanes afirma que la invasión gótica de Ostrogotha resultó exitosa, debido a la negligencia de los soldados que custodiaban la frontera danubiana.
Para enfrentar a esta caótica situación, Filipo nombró al senador Decio como comandante de las legiones acuarteladas en Panonia y Mesia. Al llegar a esta región, según lo narra Jordanes, Decio se vio imposibilitado de frenar a los invasores y prefirió liberar a sus soldados del servicio militar. Los soldados se rebelaron y se presentaron con Ostrogotha solicitando su protección, la misma que les fue concedida, sumándose a las fuerzas invasoras. Los subcomandantes góticos de Ostrogotha, llamados Argedo y Gunderico, fueron enviados a saquear nuevamente Moesia, dirigiéndose posteriormente a la ciudad fortificada de Marcianópolis en Tracia. Después de un largo asedio, lograron forzar a los pobladores a darles dinero para que cesaran su ataque. Después de esto, Ostrogotha se retiró a su país con el botín.

## Ascenso de Decio e invasión del rey Cniva

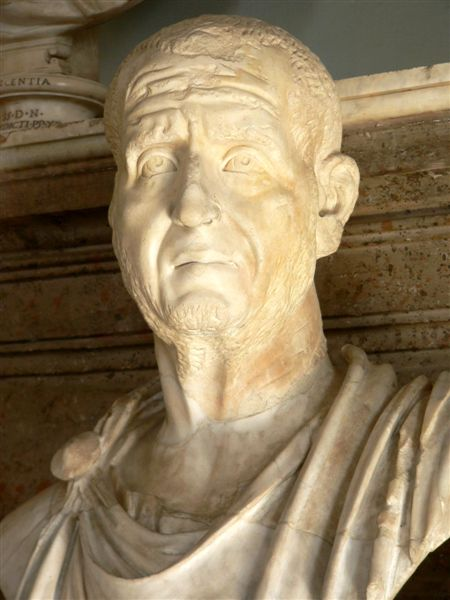
Busto de Gayo Mesio Quinto Trajano Decio

Invasiones godas de 250-251

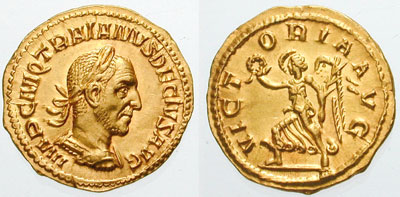
Áureo de Decio

En la primavera de 249, Decio, todavía al mando de las legiones de Panonia y Mesia, fue proclamado emperador por sus tropas, decidió marchar contra Roma para deponer a Filipo. El vacío militar resultante atrajo inevitablemente más invasores. Al año siguiente, los carpos invadieron Dacia, el este de Moesia Superior y el oeste de Moesia Inferior. Al mismo tiempo, el rey gótico Cniva, el sucesor de Ostrogotha, organizó sus fuerzas y aprovechó para atacar también a los romanos. Las fuerzas de Cniva aparentemente incluían godos, vándalos y taifalos, así como algunos veteranos romanos renegados. Dada la descripción de los escitas, proporcionada por Zósimo, es casi seguro que no había elementos sármatas, tales como los roxolanos.
Cniva dividió su ejército en dos partes y envió cerca de 20 000 de sus soldados para atacar Mesia, que en esa época se hallaba desprotegida, y luego a Filipópolis (actual Plovdiv, en Bulgaria), mientras que él mismo lideró a 70 000 hombres para Euscia (Nova). El general Treboniano Galo expulsó a Cniva de dicha región, tuvo que huir hacia Nicópolis. Al aproximarse el emperador Decio, el rey godo decidió dirigirse a las inmediaciones del monte Hemo, para luego partir a Filipópolis.
Con la partida de Cniva, Decio cruzó el monte Hemo, tal vez a través del paso de Shipka, y acampó en Beroe (actual Stara Zagora), donde más tarde resultó derrotado en un ataque sorpresivo del rey gótico. Su ejército resultó siendo aniquilado, viéndose obligado a regresar a Euscia, donde se reunió con el general Treboniano Galo quien se encontraba acantonado con una gran fuerza para proteger la frontera. Allí, Decio agrupó al ejército de esta región y se preparó para posteriores conflictos. Al mismo tiempo, Cniva sitió Filipópolis, la cual cayó en el verano después de soportar un largo asedio. Seguidamente, el rey gótico se alió con el gobernador local Tito Julio Prisco, en contra de los romanos.
El saqueo de Filipópolis motivó al emperador a actuar. Después de interceptar a los partidarios de los germánicos y reparar las fortificaciones danubianas, se dirigió a luchar contra los godos, los cuales fueron cercados por las fuerzas romanas, numéricamente superiores, mientras intentaban retirarse. Decio se enfrentó a ellos en la batalla de Abrito, en un emplazamiento próximo a la pequeña ciudad de Foro Terebronio o Abrito (actual Razgrad). El ejército romano quedó atrapado en un pantano cuando intentó avanzar, y tanto el emperador como su hijo Herenio Etrusco murieron en combate.

## Última invasión y consecuencias

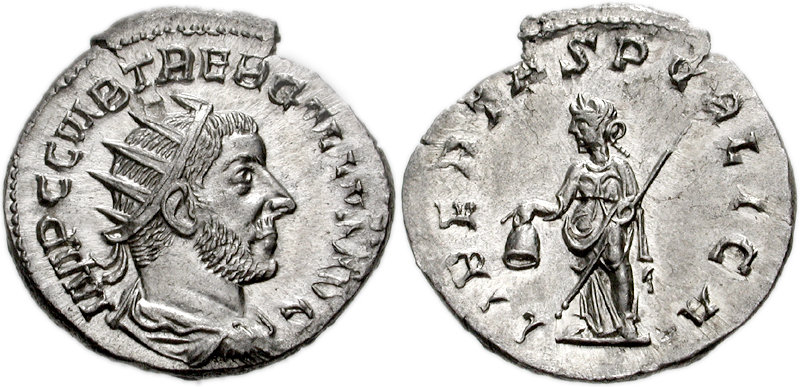
Antoniniano de Treboniano Galo

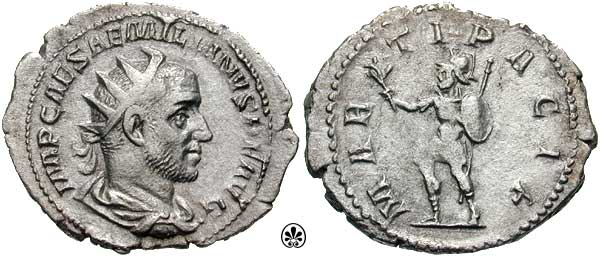
Antoniniano de Emiliano

Como consecuencia de la batalla de Abrito, las noticias del desastre alcanzaron a las legiones remanentes del Danubio, que proclamaron a su comandante Treboniano Galo (r. 251-253) como emperador. Él permitió a Cniva partir con su botín y prometió pagar un tributo a cambio de no invadir los dominios romanos nuevamente. A pesar de su promesa, el entonces gobernador de Mesia y Panonia, y futuro emperador Emiliano (r. 253) rechazó pagar este tributo. Esto, unido a la peste de Cipriano (251-270), una pandemia de viruela que devastó entre 15% y 30% de la población imperial, motivó una nueva invasión de los godos de Cniva a Mesia y Tracia en 253. Emiliano consiguió defenderse exitosamente de los invasores, quienes fueron expulsados y perseguidos más allá del Danubio mediante un ataque relámpago en sus territorios, puso fin de esta manera a la amenaza bárbara.
Emiliano recuperó grandes cantidades de botín y liberó a miles de ciudadanos romanos capturados. Posiblemente entre los libertos se encontraba Cneo Valerio Serapión, quien dedicó un altar no fechado, hallado en Apulum (ahora Alba Iulia) en Dacia romana, agradeciendo su rescate de los carpos (Liberatus a Carpis). Como consecuencia de estos eventos, la frontera danubiana permaneció tranquila por algunos años. En los años 256 y 257, aprovechando la inestabilidad política del imperio, una coalición de tribus bárbaras, liderada por los carpos, invadió Mesia, saqueó Tracia y asedió Salónica en Macedonia.
En los años siguientes, las tribus hostiles de la cuenca danubiana encabezaron nuevas invasiones, siendo la de mayor importancia, la del año 267 o 268, comandada por los godos. En esta incursión, los bárbaros penetraron hasta el Mar Egeo, invadiendo varias regiones insulares y costeras. Desembarcaron en Macedonia y saquearon Tracia, hasta ser detenidos y derrotados en la batalla de Naisso de 268-269, por Galieno (r. 260-268) o Claudio II (r. 268-270).